# Arianna Gleason
Arianna Gleason, en amerikansk astronom. Hon deltar i Spacewatch projektet.
År 2003 upptäckte hon kometen C/2003 A2 (Gleason).
Minor Planet Center listar henne som A. Gleason och som upptäckare av 5 asteroider.
Asteroiden 10639 Gleason är uppkallad efter henne.

## Lista över upptäckta mindre planeter och asteroider
| (33340) 1998 VG44 [A][B]                                         | 14 november 1998  |
| (35671) 1998 SN165                                               | 23 september 1998 |
| (47932) 2000 GN171                                               | 1 april 2000      |
| (48639) 1995 TL8                                                 | 15 oktober 1995   |
| (275558) 1999 RH33                                               | 5 september 1999  |
| Upptäckt tillsammans med: A Jeffrey A. Larsen B Nichole M. Danzl |                   |